# 帕拉卡斯區
13°42′45.12″S 76°12′28.56″W / 13.7125333°S 76.2079333°W
帕拉卡斯區（西班牙語：Distrito de Paracas）是秘魯的一個區，位於該國中南部伊卡大區的皮斯科省，始建於1951年3月8日，面積1,440.7平方公里，海拔高度2米，2005年人口1,252，人口密度每平方公里0.9人。